# Пономарь
Понома́рь; официально парамона́рь (от др.-греч. παραμονάριος «приставник, привратник, придверник») — служитель православной Церкви, обязанный прислуживать при богослужении, а также звонить в колокола. В Типиконе пономарь часто обозначается терминами кандиловжига́тель (греч. κανδηλάπτης) и параекклисиа́рх (греч. παραεκκλησιάρχης) (см. главы 1-ю и 2-ю). В России пономарь уважительно именуется — алтарник, а в разговорной речи — дьячок.

## Обязанности
В древней Церкви его обязанностью было поддержание порядка в храмах и неотлучное пребывание при священных местах, например, в Вифлеемской пещере, где родился Спаситель, на Голгофе, как для охраны их от святотатства, так и для оказания различных услуг паломникам.
Он наблюдал за имуществом храма, возжигал светильники перед богослужением и гасил их по окончании его. Со временем к обязанности пономаря было отнесено чтение и пение за богослужением, принесение в алтарь просфор, вина, воды, ладана, приготовление и подача священнослужителям кадильницы и теплоты, призывание верующих к богослужению колокольным звоном и, шествие со свечами перед священнослужителями на торжественных богослужебных входах и, наконец, уборка храма и алтаря.
С конца XIX века в Русской Церкви термин используется неофициально — назначение на должность пономаря благословляется (разрешается) настоятелем храма без письменного приказа. Обязанности пономарей разделены между свещеносцами, звонарями, певчими, алтарниками, псаломщиками (чтецами), старостами храма.
За богослужением пономарь облачается в стихарь, предварительно испрашивая на это благословение у священника, который будет совершать богослужение. Право ношения подрясника дается пономарю благословением правящего архиерея епархии.
В древности обязанности пономарей нередко выполняли диакониссы. В женских монастырях пономарят (алтарничают) назначенные, обычно пожилые, монахини.
Пономарские обязанности ложатся также и на постриженных чтецов и на незадействованных иподиаконов. Некоторые священнослужители, попавшие под церковный запрет, сохраняют законное право участвовать в активной церковной жизни только в роли пономарей.
Обычно в каждом храме несколько пономарей. В будничные дни они по очереди несут свою череду, а на более торжественные воскресные и особые праздничные богослужения — собираются купно.

## В искусстве
- Чудо архангела Михаила в Хонех — пономарь Архипп Херотопский, для спасения которого архангел Михаил совершил чудо.
- Видение пономаря Тарасия — новгородский пономарь XVI века, которому явился св. Варлаам Хутынский с предсказанием; икона на этот сюжет
- Явление Божией Матери и святителя Николая Мирликийского пономарю Георгию (Юрышу), Тихвинская икона Божией Матери (Беседная) с изображением явления Богоматери пономарю Георгию — в 1395 году на реке Тихвинке.
- Пономарские двери — боковые двери иконостаса

святые:
- Авундий (пономарь)
- Архипп Херотопский